# TOR2A
TOR2A‏ (Torsin family 2 member A) هوَ بروتين يُشَفر بواسطة جين TOR2A في الإنسان.